# كولتون سيمبسون
كولتون سيمبسون (بالإنجليزية: Colton Simpson)‏ هو كاتب أمريكي، (ولد في الولايات المتحدة 1770  م).